# Distretto di Kluczbork
Il distretto di Kluczbork (in polacco powiat kluczborski) è un distretto polacco appartenente al voivodato di Opole.

## Geografia antropica

### Suddivisioni amministrative
Il distretto comprende 4 comuni.
- Comuni urbano-rurali: Byczyna, Kluczbork, Wołczyn
- Comuni rurali: Lasowice Wielkie